# Lago Rakshastal

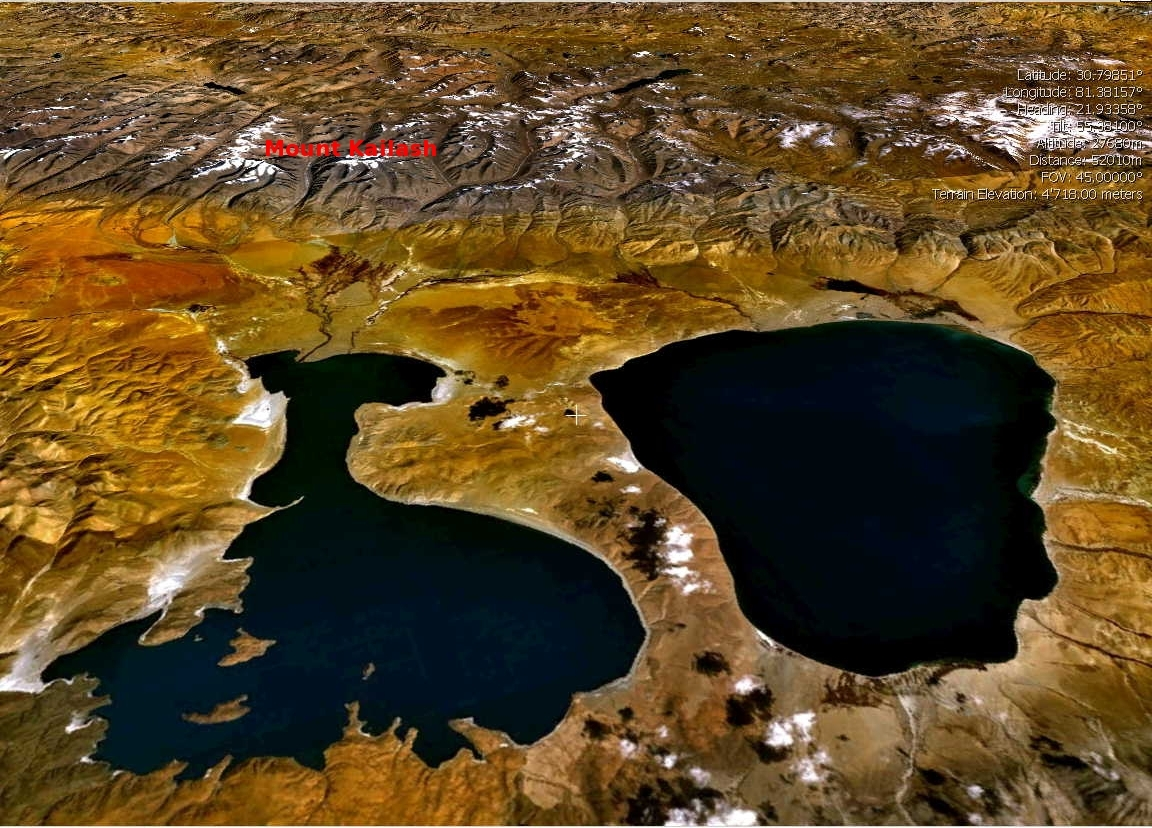
Vista satellitare del lago Rakshastal (sinistra) e del lago Manasarovar (destra), dominate dal Monte Kailash (NASA).

Il lago Rakshastal (tibetano: La'nga Co; "lago del Demone") è un lago tibetano poco ad ovest del lago Manasarovar. Comunica col vicino lago tramite il canale naturale Ganga Chu. Entrambi si trovano ai piedi del monte Kailash. Il fiume Sutlej nasce a nord-ovest del lago.
Le sue acque salate, rispetto alle acque dolci del vicino lago, non nutrono né piante né pesci e vengono considerate velenose dai locali.
Il lago Rakshastal è considerato la residenza di Rāvaṇa, il re demone di Lanka dalle 10 teste.
Nel buddhismo il lago Rakshastal, dalla forma di luna crescente, simboleggia la "oscurità". Mentre il lago Manasarovar, rotondo come il sole, simboleggia la "luminosità".